# Favorite Song
Favorite Song è un singolo del rapper statunitense Toosii, pubblicato il 17 febbraio 2023 come secondo estratto dal suo secondo album in studio, Naujour.

## Antefatti
Un frammento della canzone è stato caricato per la prima volta sul profilo TikTok dell'artista il 7 gennaio 2023. Dopo il caricamento, la canzone ha suscitato grande attenzione sulla piattaforma e Toosii ha ventilato l'ipotesi di pubblicare il brano per San Valentino se la canzone avesse ottenuto 100.000 pre-salvataggi.

## Composizione
Favorite Song utilizza un campione della canzone You Might as Well di Tatiana Manaois, produttrice del brano, del novembre 2022. Il campione crea il flusso per il resto del brano e aiuta Toosii a costruire gli strati della canzone, in cui canta del suo amore per la fidanzata e di come trattarla correttamente.

## Accoglienza critica
Buddy Iahn di The Music Universe ha osservato che nella canzone Toosii "canta direttamente a coloro che sono feriti e desiderano una relazione intuitiva e compassionevole". Quincy di Rating Game Music ha descritto il brano come "uno di quei brani toccanti che si collocano accuratamente a cavallo tra la musica country e la musica hip-hop"; conclude la sua recensione affermando: "quando ascolterete il brano due o tre volte di seguito, vi rimarrà impresso nella testa proprio accanto alla vostra password di Netflix".

## Successo commerciale
Con 9,7 milioni di stream negli Stati Uniti, Favorite Song ha debuttato alla posizione numero numero 51 della Billboard Hot 100, segnando la sua prima entrata nella classifica. Ha inoltre fatto la sua prima apparizione nella Billboard Global 200, debuttando al 192º posto. In seguito avrebbe raggiunto rispettivamente il 5° e il 25° posto della Hot 100 e della Global 200.
Prima dell'uscita del brano, la canzone era diventata virale su TikTok, con oltre 60.000 video realizzati con il suono dello snippet. In seguito, sulla piattaforma sono stati pubblicati più di 300.000 video.

## Remix
Il 19 maggio 2023 viene pubblicato il secondo remix del brano, intitolato Favorite Song (Toxic Version), contenente la collaborazione del rapper statunitense Future.

### Tracce
Testi e musiche di Nau'Jour Grainger, Nayvadius DeMun Wilburn, Adelso Sicaju e Tatiana Manaois.
1. Favorite Song (Toxic Version) – 3:28